# Птеріон

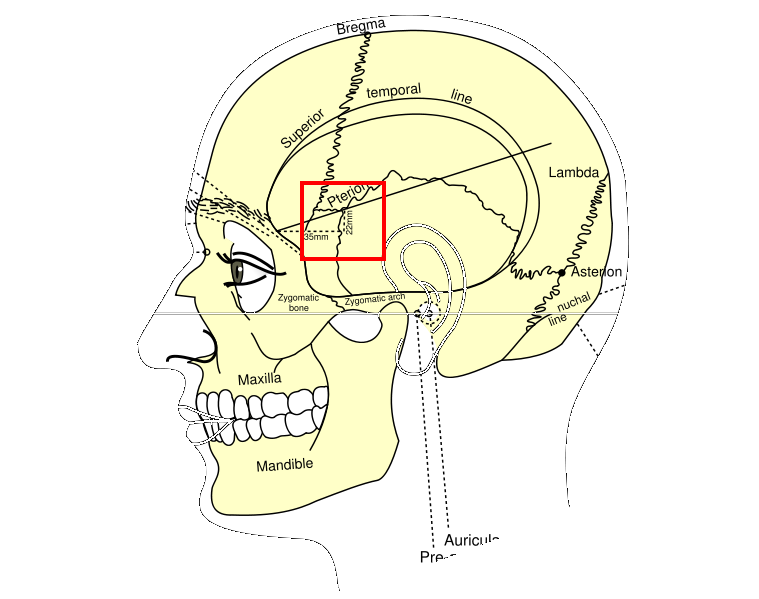
Череп людини, вид збоку. Птеріон вказано червоним квадратом

Птеріон (лат. pterion) — область на поверхні черепа людини в місці з'єднання клиноподібно-лускатого і клиноподібно-тім'яного швів, зазвичай має форму літери «Н».
Назва походить від дав.-гр. πτερόν — «крило».

## Розташування
Розташований на 3 см дозаду і кілька вгору від виличного відростка лобової кістки, на межі з'єднання чотирьох кісток:
- тім'яної;
- луски скроневої;
- великого крила клиноподібної;
- лобової.

У новонароджених в цьому місці знаходиться клиноподібне тім'ячко, яке костеніє незабаром після народження.

## Клінічне значення
Є найслабшою і найвразливішою точкою черепа. З внутрішньої сторони черепної коробки в цьому місці проходить середня оболонкова артерія, кістка в цьому місці дуже тонка, що створює подвійну небезпеку при пошкодженнях. Удар безпосередньо в це місце може викликати розрив артерії і утворення внутрішньочерепної гематоми. Удар по потилиці або даху зводу також може відбитися на цій області, передачею сили удару з міцнішої кістки на слабшу.